# Dixie Dean
William Ralph Dean, detto Dixie (Birkenhead, 22 gennaio 1907 – Liverpool, 1º marzo 1980), è stato un calciatore inglese, nel ruolo di centravanti.
Fra i più prolifici attaccanti inglesi di tutti i tempi, ha legato il suo nome alla squadra dell'Everton.

## Carriera
Nato a Birkenhead, nel Merseyside, iniziò la sua carriera nella squadra locale del Tranmere Rovers, trasferendosi all'Everton nel 1925 per 3 000 sterline. Nella squadra di Liverpool il suo esordio fu impressionante: 32 reti.
Dean è associato alla vittoria dell'Everton nel campionato del 1928, quando siglò il record tuttora imbattuto di reti in una stagione, 60.
Nel 1930, nonostante i suoi gol, la squadra retrocesse, ma il giocatore la riportò in First Division con 39 reti e il titolo di capocannoniere della Second Division.

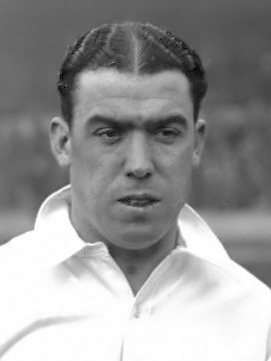
Dean nel 1931

L'anno successivo l'Everton vinse il titolo da neopromossa e Dean fu ancora una volta capocannoniere, con 44 reti. Seguì poi la vittoria in FA Cup nel 1933.
Dean lasciò l'Everton nel 1938 con 383 reti segnate in 433 partite: solo Arthur Rowley ha segnato più reti nella Football League e con 310 reti in First Division Dean è terzo nella classifica dei cannonieri inglesi. Oltre alle 60 reti in una sola stagione, Dean detiene un altro record: non è mai stato né ammonito né espulso.
Passò poi al Notts County e terminò la sua carriera in Irlanda negli Sligo Rovers. Con la nazionale inglese disputò sedici partite segnando diciotto reti.

## Statistiche

### Presenze e reti nei club
| Stagione               | Squadra                | Campionato             | Campionato | Campionato | Coppe nazionali | Coppe nazionali | Coppe nazionali | Coppe continentali | Coppe continentali | Coppe continentali | Altre coppe | Altre coppe | Altre coppe | Totale | Totale |
| Stagione               | Squadra                | Comp                   | Pres       | Reti       | Comp            | Pres            | Reti            | Comp               | Pres               | Reti               | Comp        | Pres        | Reti        | Pres   | Reti   |
| ---------------------- | ---------------------- | ---------------------- | ---------- | ---------- | --------------- | --------------- | --------------- | ------------------ | ------------------ | ------------------ | ----------- | ----------- | ----------- | ------ | ------ |
| 1923-1924              | Tranmere Rovers        | TD                     | 3          | 0          | FACup           | -               | -               | -                  | -                  | -                  | -           | -           | -           | 3      | 0      |
| 1924-gen. 1925         | Tranmere Rovers        | TD                     | 27         | 27         | FACup           | 3               | 0               | -                  | -                  | -                  | -           | -           | -           | 30     | 27     |
| Totale Tranmere Rovers | Totale Tranmere Rovers | Totale Tranmere Rovers | 30         | 27         |                 | 3               | 0               |                    | -                  | -                  |             | -           | -           | 33     | 27     |
| gen.-giu. 1925         | Everton                | FD                     | 7          | 5          | FACup           | -               | -               | -                  | -                  | -                  | -           | -           | -           | 7      | 5      |
| 1925-1926              | Everton                | FD                     | 38         | 32         | FACup           | 2               | 1               | -                  | -                  | -                  | -           | -           | -           | 40     | 33     |
| 1926-1927              | Everton                | FD                     | 27         | 21         | FACup           | 4               | 3               | -                  | -                  | -                  | -           | -           | -           | 31     | 24     |
| 1927-1928              | Everton                | FD                     | 39         | 60         | FACup           | 2               | 3               | -                  | -                  | -                  | -           | -           | -           | 41     | 63     |
| 1928-1929              | Everton                | FD                     | 29         | 26         | FACup           | 1               | 0               | -                  | -                  | -                  | CS          | 1           | 2           | 31     | 28     |
| 1929-1930              | Everton                | FD                     | 25         | 23         | FACup           | 2               | 2               | -                  | -                  | -                  | -           | -           | -           | 27     | 25     |
| 1930-1931              | Everton                | SD                     | 37         | 39         | FACup           | 5               | 9               | -                  | -                  | -                  | -           | -           | -           | 42     | 48     |
| 1931-1932              | Everton                | FD                     | 38         | 45         | FACup           | 1               | 1               | -                  | -                  | -                  | -           | -           | -           | 39     | 46     |
| 1932-1933              | Everton                | FD                     | 39         | 24         | FACup           | 6               | 5               | -                  | -                  | -                  | CS          | 1           | 4           | 46     | 33     |
| 1933-1934              | Everton                | FD                     | 12         | 9          | FACup           | 0               | 0               | -                  | -                  | -                  | -           | -           | -           | 12     | 9      |
| 1934-1935              | Everton                | FD                     | 38         | 26         | FACup           | 5               | 1               | -                  | -                  | -                  | -           | -           | -           | 43     | 27     |
| 1935-1936              | Everton                | FD                     | 29         | 17         | FACup           | 0               | 0               | -                  | -                  | -                  | -           | -           | -           | 29     | 17     |
| 1936-1937              | Everton                | FD                     | 36         | 24         | FACup           | 4               | 3               | -                  | -                  | -                  | -           | -           | -           | 40     | 27     |
| 1937-gen. 1938         | Everton                | FD                     | 5          | 1          | FACup           | 0               | 0               | -                  | -                  | -                  | -           | -           | -           | 5      | 1      |
| Totale Everton         | Totale Everton         | Totale Everton         | 399        | 349        |                 | 32              | 28              |                    | -                  | -                  |             | 2           | 6           | 433    | 383    |
| gen.-giu. 1938         | Notts County           | TD                     | 3          | 0          | FACup           | 0               | 0               | -                  | -                  | -                  | -           | -           | -           | 3      | 0      |
| giu.-dic.1938          | Notts County           | TD                     | 6          | 3          | FACup           | 0               | 0               | -                  | -                  | -                  | -           | -           | -           | 6      | 3      |
| Totale Notts County    | Totale Notts County    | Totale Notts County    | 9          | 3          |                 | 0               | 0               |                    | -                  | -                  |             | -           | -           | 9      | 3      |
| gen. -giu.1939         | Sligo Rovers           | IPL                    | 7          | 10         | FAI Cup         | 4               | 1               | -                  | -                  | -                  | -           | -           | -           | 11     | 11     |
| 1939-1940              | Hurst                  | CCL                    | 2          | 1          |                 | -               | -               | -                  | -                  | -                  | -           | -           | -           | 2      | 1      |
| Totale carriera        | Totale carriera        | Totale carriera        | 447        | 390        |                 | 39              | 29              |                    | -                  | -                  |             | 2           | 6           | 488    | 425    |

### Cronologia presenze e reti in nazionale
| Cronologia completa delle presenze e delle reti in nazionale ― Inghilterra | Cronologia completa delle presenze e delle reti in nazionale ― Inghilterra | Cronologia completa delle presenze e delle reti in nazionale ― Inghilterra | Cronologia completa delle presenze e delle reti in nazionale ― Inghilterra | Cronologia completa delle presenze e delle reti in nazionale ― Inghilterra | Cronologia completa delle presenze e delle reti in nazionale ― Inghilterra | Cronologia completa delle presenze e delle reti in nazionale ― Inghilterra | Cronologia completa delle presenze e delle reti in nazionale ― Inghilterra |
| Data                                                                       | Città                                                                      | In casa                                                                    | Risultato                                                                  | Ospiti                                                                     | Competizione                                                               | Reti                                                                       | Note                                                                       |
| -------------------------------------------------------------------------- | -------------------------------------------------------------------------- | -------------------------------------------------------------------------- | -------------------------------------------------------------------------- | -------------------------------------------------------------------------- | -------------------------------------------------------------------------- | -------------------------------------------------------------------------- | -------------------------------------------------------------------------- |
| 12-2-1927                                                                  | Wrexham                                                                    | Galles                                                                     | 3 – 3                                                                      | Inghilterra                                                                | Torneo Interbritannico 1927                                                | 2                                                                          |                                                                            |
| 2-4-1927                                                                   | Glasgow                                                                    | Scozia                                                                     | 1 – 2                                                                      | Inghilterra                                                                | Torneo Interbritannico 1927                                                | 2                                                                          |                                                                            |
| 11-5-1927                                                                  | Bruxelles                                                                  | Belgio                                                                     | 1 – 9                                                                      | Inghilterra                                                                | Amichevole                                                                 | 3                                                                          |                                                                            |
| 21-5-1927                                                                  | Esch-sur-Alzette                                                           | Lussemburgo                                                                | 2 – 5                                                                      | Inghilterra                                                                | Amichevole                                                                 | 3                                                                          |                                                                            |
| 26-5-1927                                                                  | Colombes                                                                   | Francia                                                                    | 0 – 6                                                                      | Inghilterra                                                                | Amichevole                                                                 | 2                                                                          |                                                                            |
| 22-10-1927                                                                 | Belfast                                                                    | Irlanda                                                                    | 2 – 0                                                                      | Inghilterra                                                                | Torneo Interbritannico 1928                                                | -                                                                          |                                                                            |
| 28-10-1927                                                                 | Burnley                                                                    | Inghilterra                                                                | 1 – 2                                                                      | Galles                                                                     | Torneo Interbritannico 1928                                                | -                                                                          |                                                                            |
| 31-3-1928                                                                  | Londra                                                                     | Inghilterra                                                                | 1 – 5                                                                      | Scozia                                                                     | Torneo Interbritannico 1928                                                | -                                                                          |                                                                            |
| 17-5-1928                                                                  | Colombes                                                                   | Francia                                                                    | 1 – 5                                                                      | Inghilterra                                                                | Amichevole                                                                 | 2                                                                          |                                                                            |
| 19-5-1928                                                                  | Bruxelles                                                                  | Belgio                                                                     | 1 – 3                                                                      | Inghilterra                                                                | Amichevole                                                                 | 2                                                                          |                                                                            |
| 22-10-1928                                                                 | Liverpool                                                                  | Inghilterra                                                                | 2 – 1                                                                      | Irlanda del Nord                                                           | Torneo Interbritannico 1929                                                | 1                                                                          |                                                                            |
| 17-11-1928                                                                 | Swansea                                                                    | Galles                                                                     | 2 – 3                                                                      | Inghilterra                                                                | Torneo Interbritannico 1929                                                | -                                                                          |                                                                            |
| 13-4-1929                                                                  | Glasgow                                                                    | Scozia                                                                     | 1 – 0                                                                      | Inghilterra                                                                | Torneo Interbritannico 1929                                                | -                                                                          |                                                                            |
| 28-3-1931                                                                  | Glasgow                                                                    | Scozia                                                                     | 2 – 0                                                                      | Inghilterra                                                                | Torneo Interbritannico 1931                                                | -                                                                          |                                                                            |
| 9-12-1931                                                                  | Londra                                                                     | Inghilterra                                                                | 7 – 1                                                                      | Spagna                                                                     | Amichevole                                                                 | 1                                                                          |                                                                            |
| 17-10-1932                                                                 | Blackpool                                                                  | Inghilterra                                                                | 1 – 0                                                                      | Irlanda                                                                    | Torneo Interbritannico 1933                                                | -                                                                          |                                                                            |
| Totale                                                                     |                                                                            | Presenze                                                                   | 16                                                                         |                                                                            | Reti                                                                       | 18                                                                         |                                                                            |

## Record
- Calciatore ad aver segnato più gol in una singola stagione di First Division (60)
- Calciatore ad aver segnato più gol in campionato con la maglia dell'Everton (349)
- Calciatore ad aver segnato più gol in tutte le competizioni con la maglia dell'Everton (383)

## Palmarès

### Club
- Campionato inglese: 2

Everton: 1927-1928, 1931-1932
- Coppa d'Inghilterra: 1

Everton: 1932-1933
- Charity Shield: 2

Everton: 1928, 1932